# Coupe du monde de cyclo-cross 2023-2024
Navigation
2022-2023 2024-2025
La Coupe du monde de cyclo-cross 2023-2024 est la 31e édition de la coupe du monde de cyclo-cross qui a lieu du 15 octobre 2023 à Waterloo au 28 janvier 2024 à Hoogerheide. Elle comprend quatorze manches pour les élites, organisées en Europe et aux États-Unis : chacune d'elles fait partie du calendrier de la saison de cyclo-cross 2023-2024.

## Barème
Le barème est identique à celui de la saison précédente, unique pour toutes les catégories : 
| Place  | 1  | 2  | 3  | 4  | 5  | 6  | 7  | 8  | 9  | 10 | 11 | 12 | 13 | 14 | 15 | 16 | 17 | 18 | 19 | 20 | 21 | 22 | 23 | 24 | 25 |
| Points | 40 | 30 | 25 | 22 | 21 | 20 | 19 | 18 | 17 | 16 | 15 | 14 | 13 | 12 | 11 | 10 | 9  | 8  | 7  | 6  | 5  | 4  | 3  | 2  | 1  |

## Calendrier
Par rapport à la saison dernière, il y a cinq changements : les étapes de Fayetteville, Tábor, Overijse, Beekse Bergen et Besançon sont remplacées par Termonde, Namur, Troyes, Flamanville et Hoogerheide, lieu des championnats du monde en 2023.
| #  | Date             | Course                                      |
| -- | ---------------- | ------------------------------------------- |
| 1  | 15 octobre 2023  | Waterloo (Trek CXC Cup)                     |
| 2  | 29 octobre 2023  | Maasmechelen                                |
| 3  | 12 novembre 2023 | Termonde (Ambiancecross)                    |
| 4  | 19 novembre 2023 | Troyes (Troyes Cyclocross UCI)              |
| 5  | 26 novembre 2023 | Dublin                                      |
| 6  | 3 décembre 2023  | Flamanville                                 |
| 7  | 10 décembre 2023 | Val di Sole                                 |
| 8  | 17 décembre 2023 | Namur (Cyclo-cross de la Citadelle)         |
| 9  | 23 décembre 2023 | Anvers (Scheldecross)                       |
| 10 | 26 décembre 2023 | Gavere (Cyclo-cross d'Asper-Gavere)         |
| 11 | 30 décembre 2023 | Hulst (Vestingcross)                        |
| 12 | 7 janvier 2024   | Zonhoven (Cyclo-cross de Zonhoven)          |
| 13 | 21 janvier 2024  | Benidorm (Cyclo-cross de Benidorm)          |
| 14 | 28 janvier 2024  | Hoogerheide (Grand Prix Adrie van der Poel) |

## Hommes élites

### Résultats
| #  | Date             | Lieu                                        | Vainqueur            | Deuxième               | Troisième         | Leader du classement général |
| -- | ---------------- | ------------------------------------------- | -------------------- | ---------------------- | ----------------- | ---------------------------- |
| 1  | 15 octobre 2023  | Waterloo (Trek CXC Cup)                     | Thibau Nys           | Eli Iserbyt            | Pim Ronhaar       | Thibau Nys                   |
| 2  | 29 octobre 2023  | Maasmechelen                                | Lars van der Haar    | Eli Iserbyt            | Laurens Sweeck    | Lars van der Haar            |
| 3  | 12 novembre 2023 | Termonde (Ambiancecross)                    | Pim Ronhaar          | Lars van der Haar      | Laurens Sweeck    | Lars van der Haar            |
| 4  | 19 novembre 2023 | Troyes (Troyes Cyclocross UCI)              | Eli Iserbyt          | Lars van der Haar      | Joris Nieuwenhuis | Eli Iserbyt                  |
| 5  | 26 novembre 2023 | Dublin                                      | Pim Ronhaar          | Laurens Sweeck         | Eli Iserbyt       | Eli Iserbyt                  |
| 6  | 3 décembre 2023  | Flamanville                                 | Eli Iserbyt          | Lars van der Haar      | Pim Ronhaar       | Eli Iserbyt                  |
| 7  | 10 décembre 2023 | Val di Sole                                 | Joris Nieuwenhuis    | Niels Vandeputte       | Joran Wyseure     | Eli Iserbyt                  |
| 8  | 17 décembre 2023 | Namur (Cyclo-cross de la Citadelle)         | Tom Pidcock          | Pim Ronhaar            | Joris Nieuwenhuis | Eli Iserbyt                  |
| 9  | 23 décembre 2023 | Anvers (Scheldecross)                       | Mathieu van der Poel | Wout van Aert          | Eli Iserbyt       | Eli Iserbyt                  |
| 10 | 26 décembre 2023 | Gavere (Cyclo-cross d'Asper-Gavere)         | Mathieu van der Poel | Wout van Aert          | Tom Pidcock       | Eli Iserbyt                  |
| 11 | 30 décembre 2023 | Hulst (Vestingcross)                        | Mathieu van der Poel | Joris Nieuwenhuis      | Lars van der Haar | Eli Iserbyt                  |
| 12 | 7 janvier 2024   | Zonhoven (Cyclo-cross de Zonhoven)          | Mathieu van der Poel | Joris Nieuwenhuis      | Laurens Sweeck    | Eli Iserbyt                  |
| 13 | 21 janvier 2024  | Benidorm (Cyclo-cross de Benidorm)          | Wout van Aert        | Michael Vanthourenhout | Thibau Nys        | Eli Iserbyt                  |
| 14 | 28 janvier 2024  | Hoogerheide (Grand Prix Adrie van der Poel) | Mathieu van der Poel | Joris Nieuwenhuis      | Pim Ronhaar       | Eli Iserbyt                  |

### Classement général[2]
| Pos. | Coureur              | Équipe                 | WAT | MAA | TER | TRO | DUB | FLA | VAL | NAM | ANV | GAV | HUL | ZON | BEN | HOO | Points |
| ---- | -------------------- | ---------------------- | --- | --- | --- | --- | --- | --- | --- | --- | --- | --- | --- | --- | --- | --- | ------ |
| 1    | Eli Iserbyt          | Pauwels Sauzen-Bingoal | 2   | 2   | 4   | 1   | 3   | 1   | 5   | 4   | 3   | 6   | DNF | 6   | 4   | 5   | 338    |
| 2    | Joris Nieuwenhuis    | Baloise Trek Lions     | 4   | 6   | 13  | 3   | -   | 4   | 1   | 3   | 5   | 4   | 2   | 2   | 13  | 2   | 313    |
| 3    | Pim Ronhaar          | Baloise Trek Lions     | 3   | 12  | 1   | 17  | 1   | 3   | -   | 2   | 11  | 8   | 4   | 4   | 16  | 3   | 295    |
| 4    | Lars van der Haar    | Baloise Trek Lions     | 5   | 1   | 2   | 2   | -   | 2   | -   | 6   | 6   | 5   | 3   | 8   | 7   | 7   | 293    |
| 5    | Niels Vandeputte     | Alpecin-Deceuninck     | 8   | 4   | 18  | 9   | 9   | 5   | 2   | 7   | 7   | 18  | 7   | 15  | 11  | 11  | 239    |
| 6    | Mathieu van der Poel | Alpecin-Deceuninck     | -   | -   | -   | -   | -   | -   | -   | -   | 1   | 1   | 1   | 1   | 5   | 1   | 221    |
| 7    | Laurens Sweeck       | Crelan-Corendon        | -   | 3   | 3   | 6   | 2   | 12  | 6   | DNF | 4   | -   | 6   | 3   | 20  | 13  | 220    |
| 8    | Toon Vandebosch      | Crelan-Corendon        | 10  | 11  | 9   | 8   | 11  | 11  | 10  | 8   | 10  | 20  | 17  | 5   | 6   | 15  | 213    |
| 9    | Ryan Kamp            | Pauwels Sauzen-Bingoal | 7   | 9   | 10  | 5   | 7   | 8   | 9   | 10  | DNF | 12  | 8   | 10  | 12  | 22  | 209    |
| 10   | Thibau Nys           | Baloise Trek Lions     | 1   | 7   | -   | 7   | 6   | 19  | -   | -   | 9   | 13  | -   | 12  | 3   | 4   | 196    |

## Femmes élites
Ceylin Alvarado est vainqueur de la coupe du monde 2023 2024 dès l'épreuve de Benidorm, avant dernière étape de la Coupe du Monde. A l'issue de cette épreuve, elle ne peut mathématiquement pas être rejointe par la deuxième au classement Puck Pieterse.

### Résultats
| #  | Date             | Lieu                                        | Vainqueur       | Deuxième             | Troisième        | Leader du classement général |
| -- | ---------------- | ------------------------------------------- | --------------- | -------------------- | ---------------- | ---------------------------- |
| 1  | 15 octobre 2023  | Waterloo (Trek CXC Cup)                     | Fem van Empel   | Puck Pieterse        | Ceylin Alvarado  | Fem van Empel                |
| 2  | 29 octobre 2023  | Maasmechelen                                | Fem van Empel   | Ceylin Alvarado      | Aniek van Alphen | Fem van Empel                |
| 3  | 12 novembre 2023 | Termonde (Ambiancecross)                    | Ceylin Alvarado | Lucinda Brand        | Zoe Bäckstedt    | Ceylin Alvarado              |
| 4  | 19 novembre 2023 | Troyes (Troyes Cyclocross UCI)              | Ceylin Alvarado | Puck Pieterse        | Lucinda Brand    | Ceylin Alvarado              |
| 5  | 26 novembre 2023 | Dublin                                      | Lucinda Brand   | Ceylin Alvarado      | Zoe Bäckstedt    | Ceylin Alvarado              |
| 6  | 3 décembre 2023  | Flamanville                                 | Lucinda Brand   | Marie Schreiber      | Leonie Bentveld  | Ceylin Alvarado              |
| 7  | 10 décembre 2023 | Val di Sole                                 | Manon Bakker    | Ceylin Alvarado      | Puck Pieterse    | Ceylin Alvarado              |
| 8  | 17 décembre 2023 | Namur (Cyclo-cross de la Citadelle)         | Ceylin Alvarado | Lucinda Brand        | Puck Pieterse    | Ceylin Alvarado              |
| 9  | 23 décembre 2023 | Anvers (Scheldecross)                       | Fem van Empel   | Lucinda Brand        | Puck Pieterse    | Ceylin Alvarado              |
| 10 | 26 décembre 2023 | Gavere (Cyclo-cross d'Asper-Gavere)         | Puck Pieterse   | Fem van Empel        | Ceylin Alvarado  | Ceylin Alvarado              |
| 11 | 30 décembre 2023 | Hulst (Vestingcross)                        | Puck Pieterse   | Ceylin Alvarado      | Lucinda Brand    | Ceylin Alvarado              |
| 12 | 7 janvier 2024   | Zonhoven (Cyclo-cross de Zonhoven)          | Puck Pieterse   | Inge van der Heijden | Zoe Bäckstedt    | Ceylin Alvarado              |
| 13 | 21 janvier 2024  | Benidorm (Cyclo-cross de Benidorm)          | Fem van Empel   | Puck Pieterse        | Ceylin Alvarado  | Ceylin Alvarado              |
| 14 | 28 janvier 2024  | Hoogerheide (Grand Prix Adrie van der Poel) | Fem van Empel   | Blanka Vas           | Lucinda Brand    | Ceylin Alvarado              |

### Classement général[3]
| Pos. | Coureuse             | Équipe                 | WAT | MAA | TER | TRO | DUB | FLA | VAL | NAM | ANV | GAV | HUL | ZON | BEN | HOO | Points |
| ---- | -------------------- | ---------------------- | --- | --- | --- | --- | --- | --- | --- | --- | --- | --- | --- | --- | --- | --- | ------ |
| 1    | Ceylin Alvarado      | Alpecin-Deceuninck     | 3   | 2   | 1   | 1   | 2   | -   | 2   | 1   | 4   | 3   | 2   | -   | 3   | 15  | 348    |
| 2    | Puck Pieterse        | Fenix-Deceuninck       | 2   | -   | -   | 2   | -   | -   | 3   | 2   | 3   | 1   | 1   | 1   | 2   | 8   | 308    |
| 3    | Lucinda Brand        | Baloise Trek Lions     | -   | -   | 2   | 3   | 1   | 1   | -   | 3   | 2   | 4   | 3   | DNF | 4   | 3   | 284    |
| 4    | Fem van Empel        | Visma-Lease a Bike     | 1   | 1   | -   | -   | -   | -   | -   | -   | 1   | 2   | 4   | -   | 1   | 1   | 252    |
| 5    | Leonie Bentveld      | Pauwels Sauzen-Bingoal | 9   | 6   | 11  | 10  | 10  | 3   | -   | 8   | 9   | 16  | 6   | 7   | 12  | 11  | 222    |
| 6    | Inge van der Heijden | Crelan-Corendon        | 11  | 4   | 12  | 5   | 5   | 8   | -   | 5   | 7   | 8   | 11  | 2   | -   | 19  | 221    |
| 7    | Manon Bakker         | Crelan-Corendon        | 6   | 18  | 15  | 15  | 12  | 7   | 1   | 13  | 11  | 10  | 16  | 13  | 16  | 17  | 219    |
| 8    | Zoe Bäckstedt        | Canyon-SRAM Racing     | 5   | 13  | 3   | 8   | 3   | -   | -   | 26  | 10  | 6   | 13  | 3   | 10  | 4   | 214    |
| 9    | Marie Schreiber      | SD Worx                | -   | 5   | DNF | 6   | 4   | 2   | -   | 6   | 8   | 12  | 8   | DNF | 8   | 5   | 202    |
| 10   | Annemarie Worst      | Cyclocross Reds        | -   | 9   | 14  | 7   | -   | 6   | -   | 7   | 12  | -   | 9   | 4   | 9   | 13  | 170    |

## Hommes espoirs

### Résultats
| # | Date             | Lieu                                        | Vainqueur        | Deuxième         | Troisième        | Leader du classement général |
| - | ---------------- | ------------------------------------------- | ---------------- | ---------------- | ---------------- | ---------------------------- |
| 1 | 19 novembre 2023 | Troyes (Troyes Cyclocross UCI)              | Tibor Del Grosso | Rémi Lelandais   | Jente Michels    | Tibor Del Grosso             |
| 2 | 26 novembre 2023 | Dublin                                      | Tibor Del Grosso | Emiel Verstrynge | Jente Michels    | Tibor Del Grosso             |
| 3 | 17 décembre 2023 | Namur (Cyclo-cross de la Citadelle)         | Emiel Verstrynge | Jente Michels    | Léo Bisiaux      | Emiel Verstrynge             |
| 4 | 23 décembre 2023 | Anvers (Scheldecross)                       | Tibor Del Grosso | Ward Huybs       | Emiel Verstrynge | Tibor Del Grosso             |
| 5 | 21 janvier 2024  | Benidorm (Cyclo-cross de Benidorm)          | Emiel Verstrynge | Jente Michels    | Aaron Dockx      | Tibor Del Grosso             |
| 6 | 28 janvier 2024  | Hoogerheide (Grand Prix Adrie van der Poel) | Tibor Del Grosso | Rémi Lelandais   | Jente Michels    | Tibor Del Grosso             |

### Classement général[4]
Seules les 4 meilleures performances de chaque coureur sont prises en compte pour le classement général.
| Pos. | Coureur            | TRO  | DUB   | NAM  | ANV  | BEN  | HOO   | Points |
| ---- | ------------------ | ---- | ----- | ---- | ---- | ---- | ----- | ------ |
| 1    | Tibor Del Grosso   | 1    | 1     | -    | 1    | (4)  | 1     | 160    |
| 2    | Emiel Verstrynge   | (5)  | 2     | 1    | 3    | 1    | (DNF) | 135    |
| 3    | Jente Michels      | 3    | 3     | 2    | (4)  | 2    | (3)   | 110    |
| 4    | Rémi Lelandais     | 2    | 4     | 10   | (11) | (11) | 2     | 98     |
| 5    | Ward Huybs         | 4    | 6     | (17) | 2    | (10) | 6     | 92     |
| 6    | Léo Bisiaux        | 7    | (7)   | 3    | 6    | 5    | (DNF) | 85     |
| 7    | Aaron Dockx        | -    | 7     | 4    | 12   | 3    | (18)  | 80     |
| 8    | Danny van Lierop   | (22) | (DNF) | 8    | 5    | 9    | 4     | 78     |
| 9    | Martin Groslambert | (10) | 10    | 7    | (13) | 6    | 9     | 74     |
| 10   | David Haverdings   | 6    | (DNF) | 9    | 8    | 7    | (17)  | 74     |

## Femmes espoirs
Bien que participant aux mêmes courses que la catégorie Elite, les espoirs féminines possèdent leur propre classement général.

### Classement général[5]
| Pos.    | Coureuse           | Équipe                       | WAT | MAA | TER | TRO | DUB | FLA | VAL | NAM | ANV | GAV | HUL | ZON | BEN | HOO | Points |
| ------- | ------------------ | ---------------------------- | --- | --- | --- | --- | --- | --- | --- | --- | --- | --- | --- | --- | --- | --- | ------ |
| 1 (5)   | Leonie Bentveld    | Pauwels Sauzen-Bingoal       | 9   | 6   | 11  | 10  | 10  | 3   | -   | 8   | 9   | 16  | 6   | 7   | 12  | 11  | 222    |
| 2 (8)   | Zoe Bäckstedt      | Canyon-SRAM Racing           | 5   | 13  | 3   | 8   | 3   | -   | -   | 26  | 10  | 6   | 13  | 3   | 10  | 4   | 214    |
| 3 (9)   | Marie Schreiber    | SD Worx                      | -   | 5   | DNF | 6   | 4   | 2   | -   | 6   | 8   | 12  | 8   | DNF | 8   | 5   | 202    |
| 4 (15)  | Kristýna Zemanová  | Brilon Racing Team MB        | -   | 10  | 6   | 13  | 8   | -   | 4   | -   | DNS | -   | 10  | 5   | -   | 9   | 143    |
| 5 (24)  | Lauren Molengraaf  | Charles Liégeois Roastery CX | -   | 17  | -   | 29  | 16  | 19  | -   | -   | 17  | -   | 21  | 10  | 20  | 32  | 62     |
| 6 (26)  | Shirin van Anrooij | Baloise Trek Lions           | DNF | -   | -   | -   | -   | 5   | -   | 14  | 6   | DNF | -   | -   | -   | -   | 53     |
| 7 (27)  | Ava Holmgren       | Stimulus Orbea Cycling Team  | 14  | -   | -   | -   | -   | -   | -   | -   | -   | 23  | 14  | 14  | -   | 12  | 53     |
| 8 (28)  | Isabella Holmgren  | Stimulus Orbea Cycling Team  | 8   | -   | -   | -   | -   | -   | -   | -   | -   | -   | 25  | 17  | -   | 10  | 44     |
| 9 (29)  | Julie Brouwers     | Charles Liégeois Roastery CX | -   | 29  | 18  | 31  | 19  | 23  | 13  | 28  | 25  | 25  | 27  | 18  | 23  | 27  | 44     |
| 10 (33) | Valentina Corvi    |                              | -   | -   | -   | -   | -   | -   | 6   | 18  | DNF | -   | -   | -   | 41  | 35  | 28     |

## Hommes juniors

### Résultats
| # | Date             | Lieu                                        | Vainqueur      | Deuxième            | Troisième     | Leader du classement général |
| - | ---------------- | ------------------------------------------- | -------------- | ------------------- | ------------- | ---------------------------- |
| 1 | 19 novembre 2023 | Troyes (Troyes Cyclocross UCI)              | Stefano Viezzi | David Thompson      | Aubin Sparfel | Stefano Viezzi               |
| 2 | 26 novembre 2023 | Dublin                                      | Stefano Viezzi | Arthur Van Den Boer | Keije Solen   | Stefano Viezzi               |
| 3 | 17 décembre 2023 | Namur (Cyclo-cross de la Citadelle)         | Aubin Sparfel  | Kryštof Bažant      | Paul Seixas   | Stefano Viezzi               |
| 4 | 23 décembre 2023 | Anvers (Scheldecross)                       | Aubin Sparfel  | Stefano Viezzi      | Keije Solen   | Stefano Viezzi               |
| 5 | 21 janvier 2024  | Benidorm (Cyclo-cross de Benidorm)          | Aubin Sparfel  | Keije Solen         | Jules Simon   | Aubin Sparfel                |
| 6 | 28 janvier 2024  | Hoogerheide (Grand Prix Adrie van der Poel) | Stefano Viezzi | Senna Remijn        | Jules Simon   | Stefano Viezzi               |

### Classement général[7]
Seules les 4 meilleures performances de chaque coureur sont prises en compte pour le classement général.
| Pos. | Coureur             | TRO | DUB  | NAM  | ANV  | BEN  | HOO  | Points |
| ---- | ------------------- | --- | ---- | ---- | ---- | ---- | ---- | ------ |
| 1    | Stefano Viezzi      | 1   | 1    | (4)  | 2    | (6)  | 1    | 150    |
| 2    | Aubin Sparfel       | 3   | (5)  | 1    | 1    | 1    | (4)  | 145    |
| 3    | Keije Solen         | 4   | 3    | (6)  | 3    | 2    | (5)  | 102    |
| 4    | Arthur Van Den Boer | 6   | 2    | (23) | 6    | 4    | (11) | 92     |
| 5    | Senna Remijn        | 7   | (15) | (12) | 5    | 5    | 2    | 91     |
| 6    | Jules Simon         | 8   | (9)  | 7    | (19) | 3    | 3    | 87     |
| 7    | Kryštof Bažant      | 14  | 8    | 2    | 4    | -    | 10   | 86     |
| 8    | David Thompson      | 2   | 6    | -    | 8    | 8    | (12) | 86     |
| 9    | Théophile Vassal    | 5   | (14) | 8    | 7    | (10) | 9    | 75     |
| 10   | Paul Seixas         | 12  | 7    | 3    | (14) | 12   | -    | 72     |

## Femmes juniors

### Résultats
| # | Date             | Lieu                                        | Vainqueur           | Deuxième            | Troisième       | Leader du classement général |
| - | ---------------- | ------------------------------------------- | ------------------- | ------------------- | --------------- | ---------------------------- |
| 1 | 19 novembre 2023 | Troyes (Troyes Cyclocross UCI)              | Cat Ferguson        | Viktória Chladoňová | Célia Gery      | Cat Ferguson                 |
| 2 | 26 novembre 2023 | Dublin                                      | Célia Gery          | Cat Ferguson        | Imogen Wolff    | Cat Ferguson                 |
| 3 | 17 décembre 2023 | Namur (Cyclo-cross de la Citadelle)         | Célia Gery          | Viktória Chladoňová | Amandine Muller | Célia Gery                   |
| 4 | 23 décembre 2023 | Anvers (Scheldecross)                       | Cat Ferguson        | Imogen Wolff        | Célia Gery      | Cat Ferguson                 |
| 5 | 21 janvier 2024  | Benidorm (Cyclo-cross de Benidorm)          | Célia Gery          | Viktória Chladoňová | Cat Ferguson    | Célia Gery                   |
| 6 | 28 janvier 2024  | Hoogerheide (Grand Prix Adrie van der Poel) | Viktória Chladoňová | Cat Ferguson        | Puck Langenbarg | Célia Gery                   |

### Classement général[8]
Seules les 4 meilleures performances de chaque coureuse sont prises en compte pour le classement général.
| Pos. | Coureuse                | TRO  | DUB | NAM  | ANV | BEN  | HOO  | Points |
| ---- | ----------------------- | ---- | --- | ---- | --- | ---- | ---- | ------ |
| 1    | Célia Gery              | 3    | 1   | 1    | (3) | 1    | (4)  | 145    |
| 2    | Cat Ferguson            | 1    | 2   | (5)  | 1   | (3)  | 2    | 140    |
| 3    | Viktória Chladoňová     | 2    | -   | 2    | -   | 2    | 1    | 130    |
| 4    | Imogen Wolff            | 5    | 3   | (6)  | 2   | 4    | (18) | 98     |
| 5    | Amandine Muller         | (11) | 4   | 3    | 7   | (11) | 6    | 86     |
| 6    | Puck Langenbarg         | (15) | 8   | (14) | 13  | 5    | 3    | 80     |
| 7    | Vida Lopez De San Roman | 4    | 5   | (33) | 9   | 6    | (13) | 80     |
| 8    | Amálie Gottwaldová      | (9)  | 6   | 4    | 8   | 8    | (10) | 78     |
| 9    | Anaïs Moulin            | 8    | -   | 7    | 4   | 9    | (37) | 76     |
| 10   | Kateřina Douděrová      | 6    | 7   | 9    | 10  | (15) | (20) | 72     |